# Zheng Ji
Zheng Ji ou Chên Chi ou Tcheng Ki peintre chinois du XIXe siècle. Ses dates de naissance et de décès ainsi que ses origines ne sont pas connues. Toutefois, sa période d'activité se situe vers le milieu du dix-neuvième siècle. Tout comme Zhang Yanyuan avec son ouvrage le Lidai Ming Hua Ji, Shitao avec les Propos sur la peinture du moine Citrouille-Amère et autres célèbres peintres historiens, critiques et collectionneurs d'art, Zheng Ji, malgré sa période d'activité qui semble assez courte et méconnue, est lui aussi l'auteur d'un important ouvrage sur la peinture, traitant, analysant et dissertant des mêmes thèmes.

## Biographie
Zheng Ji est médecin, poète et peintre. Curieusement, malgré une triple activité et auteur d'un remarquable ouvrage sur la peinture, Zheng Ji ne se fait connaître, effectivement, qu'avec la découverte à notre époque de son traité sur la peinture. Aucune de ses œuvres, semble-t-il, n'est recensée ni même connue.
Zheng Ji (郑姬), actif vers le milieu du XIXe siècle, est l'auteur du traité sur la peinture intitulé « Menghuanju Huaxue Jianming » (1866) (in Congkan, p. 539-600). Cet important et remarquable ouvrage est paradoxalement resté inconnu jusqu'à l'époque contemporaine. Ouvrage de peintre, destiné aux peintres, sa matière est abondante et organisée de manière exceptionnelle systématique est rigoureuse ; il est composé de cinq livres : 1° le paysage ; 2° les personnages ; 3° les fleurs et les plantes ; 4° les oiseaux ; 5° les animaux. Après un exposé de diverses généralités théoriques et techniques, chaque livre se trouve méthodiquement subdivisé en chapitres consacrés à l'analyse de divers cas d'espèce. Ce traité, nourri d'expérience, est d'un tour très concret, la présentation est claire et didactique. L'ensemble constitue une introduction très complète à la pratique de la peinture ; on y trouve des informations nombreuses et utiles sur les divers aspects de l'activité du peintre en parallèle de celles, découlant probablement des propos sur la peinture de Shitao.

## Études et réflexions — Traités sur la peinture chinoise
- Les propos sur la peinture de Shitao, Zheng Ji et autres peintres historiens[n 2].
- L'Unique Trait de Pinceau:

Dans la plus haute Antiquité, il n'y a pas de règles ; la Suprême Simplicité ne s'est pas encore divisée. Dès que la Suprême Simplicité se divise, la règle s'établit. Sur quoi se fonde la règle ? La règle se fonde sur l'Unique Trait de Pinceau. L'Unique Trait de Pinceau est à l'origine de toutes choses, la racine de tous les phénomènes; sa fonction est manifeste pour l'esprit, et cachée en l'homme, mais le vulgaire l'ignore. C'est par soi-même que l'on doit établir la règle de l'Unique Trait de Pinceau. Le fondement de cette règle réside dans l'absence de règles qui engendre la règle ; et la règle ainsi obtenue embrasse la multiplicité des règles. Par le moyen de l'Unique Trait de Pinceau, l'homme peut restituer en miniature une entité plus grande sans rien en perdre : du moment que l'esprit s'en forme d'abord une vision claire, le pinceau va jusqu'à la racine des choses,.
- La Transformation:

L'Antiquité est l'instrument de la connaissance ; transformer consiste à connaître cet instrument sans toutefois s'en faire le serviteur. Mais qui est capable d'utiliser ainsi l'Antiquité en vue de transformer, et cette attitude conservatrice qui reste enlisée dans les œuvres antiques sans pouvoir les transformer est déplorable; pareille connaissance asservit ; la connaissance qui s'attache étroitement à imiter ne peut qu'être sans envergure ; ainsi, l'homme de bien, lui, n'emprunte-t-il à l'Antiquité que pour fonder le présent. Il est dit que l'homme parfait est sans règles, ce qui ne veut pas dire qu'il n'y a pas de règle, mais que sa règle est celle de l'absence de règles, ce qui constitue la règle suprême. Tout ce qui possède des règles constantes doit nécessairement avoir aussi des modalités variables. S'il y a règle, il faut qu'il y ait changement. Partant de la connaissance des constantes, on peut s'appliquer à modifier les variables ; du moment que l'on sait la règle, il faut s'appliquer à transformer. La peinture exprime la grande règle des métamorphoses du monde, la beauté essentielle des monts et des fleuves dans leur forme et leur élan, l'activité perpétuelle du Créateur, l'influx du souffle Yin et yang ; par le truchement du pinceau et de l'encre, elle saisit toutes les créatures de l'Univers, et chante en soi son allégresse. Mais nos bonshommes d'aujourd'hui n'entendent rien à tout cela ; à propos et hors de propos ils déclarent : « La technique des “rides" et des “points" de tel maître constitue une base indispensable ; si vous n'imitez pas les paysages d'un tel, vous ne pouvez laisser une œuvre durable ; vous pouvez vous imposer avec le style pur et dépouillé de tel autre ; si vous n'imitez pas les procédés techniques d'un tel, vous ne serez jamais qu'un amuseur ». Mais à ce train-là au lieu de se servir de ces peintres, on devient leur esclave. Vouloir à tout prix ressembler à tel maître revient à manger ses restes. Ou bien d'autres encore disent : « Je me suis ouvert l'esprit au contact de tel maître, j'ai acquis ma discipline à partir de tel autre ; maintenant, quelle école vais-je suivre, dans quelle catégorie vais-je me ranger, à qui vais-je emprunter mes critères, qui vais-je imiter, à qui vaut-il mieux que j'emprunte sa technique des “points" et du lavis, ses “grandes lignes", ses “rides" et ses formes, de manière que mon œuvre puisse se confondre avec celle des Anciens ? » mais ainsi, vous en arrivez à ne plus connaître que les Anciens, en oubliant votre propre existence ! Quant à moi, j'existe par moi-même et pour moi-même. Les barbes et les sourcils des Anciens ne peuvent pas pousser sur ma figure, ni leurs entrailles s'installer dans mon ventre. Et s'il arrive que mon œuvre se rencontre avec celle de tel autre maître, c'est lui qui me suit et non moi qui le cherche. La nature me donne tout ; alors, quand j'étudie les Anciens, pourquoi ne pourrais-je pas les transformer,.

## Relevé des propos sur les peintres par Zheng Ji et autres
L'époque Qing est en peinture une époque académique et dogmatique ; ceci produit par réaction la manifestation continuelle de personnalités individualistes, qui s'interrogent constamment sur la nature des Règles et tâcher d'en retrouver l'esprit, pour mieux remettre en question l'appareillage formel de la lettre. Ainsi, un auteur légèrement postérieur à Shitao parle de « la règle sans règles » dont les achèvements picturaux déconcertants et incompréhensibles pour le vulgaire vont bien au-delà de tout ce que peut atteindre la pondération académique : « Il y a une sorte de peinture qui, à première vue, semble n'offrir qu'un chaos brutal et incohérent ; mais à y regarder de plus près, on s'aperçoit qu'elle est tout emplie du “rythme spirituel" et du “mouvement de la vie", et l'on y découvre une saveur inépuisable: telle est l'œuvre de la règles-sans-règles. Seul l'artiste doué d'un génie naturel de haute envergure et armé d'une culture intellectuelle pénétrante peut métamorphoser la peinture jusqu'à ce point (...) auquel des esprits plus superficiels ne peuvent rêver de parvenir » (selon Wang Yu, in Congkan, p. 260).
Cette interrogation sur le problème des règles se poursuit jusqu'à la fin de l'époque Qing, tantôt avec des réponses modérées de ce type : « on ne peut avoir de règles ni être en règles; ce qu'il faut, c'est être sans règles absolues » Zhang Ji in Congkan p. 555) — tantôt avec le rejet absolu de toutes règles formelles, la création artistique ne relevant que de l'élan intérieur du peintre : « la peinture est fondamentalement sans règles et elle ne peut s'apprendre; elle consiste uniquement dans l'expression des élans du cœur, un point c'est tout » (Dai Xi, in Leibian p. 995).
« Du moment que l'esprit s'en forme une vision claire » : Comme le dit l'adage classique « l'idée doit précéder le pinceau » (exprimé pour la première fois sous cette forme dans le traité attribué à Wang Wei, constamment repris depuis par les auteurs à toutes les époques, parfois avec une légère variante de forme. Cette « intention » ou « idée » préalable peut prendre des acceptations assez variables : tantôt il s'agit, au sens le plus général, d'une vision intérieure de l'œuvre à accomplir, tantôt d'une inspiration ou d'un véritable sujet, pour la recherche duquel le stimulant auquel les peintres ont le plus recours est la lecture de poèmes. C'est dans ce sens, par exemple, que Guo Xi parle « d'idée pour peindre »; pour un autre auteur, la « fixation de l'idée » se réduit même essentiellement à une sélection de beaux vers classiques (Kong Yanshi, chap.(?), in Congkan, p. 264; dans un sens plus particulier encore — mais qu'il ne faut pas généraliser — elle peut désigner une intention de caractère et de style (ainsi Zheng Ji la ramène à l'« intention du pinceau », c'est-à-dire le choix d'un style particulier, que ce soit un caractère d'« archaïsme fruste », d'« étrangeté », de « délicatesse gracieuse », etc. in Congkan, p. 554).
En tout état de cause, elle constitue le préalable indispensable de l'exécution picturale ; tandis que l'esprit doit être absolument détaché, oisif et sans entraves, l'« idée », elle, doit être fermement arrêtée, clairement fixée et dans ces conditions seulement le peintre peut saisir son pinceau. « En peinture, il faut d'abord fixer l'idée ; si le pinceau commence à travailler avant que l'idée ne soit fixée, il n'a nulle guidance intérieure, il n'y a aucune coordination entre la main et l'esprit, et l'œuvre est condamnée d'avance » (Zheng Ji, chap. (?), in Congkan, p. 554).
Le pinceau est contrôlé par l'homme, pour exprimer les contours, les rides, les différentes sortes de lavis, à son gré. « Les contours, les rides, les différentes sortes de lavis » : les deux premiers termes désignent le travail graphique du pinceau, les deux derniers concernent le lavis (encre étalée en taches et en nappes). Gou : les contours au trait pur et sinueux (Song Nian, in Congkan, p. 604 : « un trait droit est appelé “hua", un trait sinueux est appelé “gou" » ; associé au tracé des « grandes lignes », constitue le premier stade de la peinture, la dotant de sa charpente générale (Hua Lin in Congkan, p. 503); représente l'« ossature » de la peinture, par opposition aux « rides » qui sont la « musculature », et requiert donc un maximum de force dans l'exécution. (Zheng Ji, in Congkan, pp. 549-550 : « pour le tracé des contours, le maniement du pinceau demande la force du poignet travaillant à main levée ; chaque coup de pinceau doit faire voir sa structure; le caractère en est essentiellement robuste ; aussi, le coup de pinceau doit fréquemment opérer des finales abruptes; l'ensemble relève du style de l'École du Nord ».
Les points sont surajoutés sur la face des rochers pour suggérer des taches de mousse, ou éparpillés sur les montagnes lointaines pour suggérer une végétation à distance. Dans la peinture ancienne, les points tiennent une place relativement secondaire et leur addition peut être facultative. Rapporté par Zheng Ji (in Congkan, p. 566), des théoriciens discutent le pour et le contre de leur usage. Mais avec le développement de la peinture des lettrés, depuis l'époque Yuan, les points jouent un rôle de plus en plus important : ils tendent à se libérer de leur fonction simplement figurative et deviennent une sorte de pure ponctuation plastique qui fournit une gamme infinie de contrastes; les techniques en sont variées et difficiles ; dans un grand nombre de traités Ming et Qing, la théorie des points fait à elle seule l'objet d'un chapitre particulier, au même titre que les rides.
Dans la technique picturale et calligraphique, le maniement du pinceau dépend non pas des doigts ni de la main, mais bien du poignet. Zheng Ji écrit (in Congkan, p. 548) : « Dans le maniement du pinceau, l'essentiel est de ne pas mouvoir les doigts : le souffle doit être amené par le mouvement du poignet ». Quand vous tenez le pinceau, n'ayez plus conscience de votre main que comme un instrument servant uniquement à tenir le pinceau, à l'exclusion de toute autre fonction ; que le pinceau ne fasse plus qu'un avec la main, comme s'il était une excroissance naturelle poussée entre vos doigts ; ensuite, faites mouvoir tout le bras pour commander le poignet, faites mouvoir le poignet pour commander la main ; attaquez comme si vous ne saviez même pas que vous avez un pinceau ; et ainsi vous possédez le secret de la tenue ferme du pinceau et du mouvement souple du poignet. Concernant les divers types de rides, on consulte surtout B. March, Some Technical Terms of Chinese Painting (Baltimore, 1935, et de divers passages des traités classiques. Les « Rides » se décomposent en une série de seize types fondamentaux de rides (tels qu'on les trouve codifiés dans le « Jardin du Grain de Moutarde » et le traité de Zheng Ji ; Congkan, p. 556).
- Procédés[n 25].

En peinture, il y a six procédés d'expression: l'attention centrée sur la scène indépendamment de l'arrière-fond, l'attention centrée sur l'arrière-fond indépendamment de la scène, l'inversion, l'addition d'éléments expressifs, la rupture, le vertige. Ces six points demandes à être clairement explicités :
L'attention centrée sur la scène indépendamment de l'arrière-fond : sur un fond de montagnes séculaires et hivernales, se détache un avant-plan printanier.
L'attention centrée sur l'arrière-fond indépendamment de la scène : derrière de vieux arbres dénudés, se dresse une montagne printanière.
L'inversion : les arbres sont droits, tandis que les montagnes et rochers penchent ; ou bien l'inverse.
L'addition d'éléments expressifs : tandis que la montagne déserte et sombre est sans la moindre apparence de vie, ajouter çà et là quelques saules épars, de tendres bambous, un petit pont, une chaumière.
La rupture : créer un univers qui soit pur de toute souillure de la banalité vulgaire ; montagnes, rivières, arbres ne sont livrés que partiellement, amputés de l'une ou l'autre extrémité ; partout, aucun coup de pinceau qui ne soit abruptement interrompu ; mais pour employer cette méthode d'interruption avec succès, il est essentiel de travailler d'un pinceau absolument libre et détaché.
Le vertige : il s'agit d'exprimer un univers inaccessible à l'homme, sans nulle route qui y mène, telles ces îles montagneuses du Bohai, Penglai et Fanghu où seuls les Immortels peuvent résider, mais que le commun des hommes ne peut imaginer ; cela, c'est le vertige tel qu'il existe dans l'univers naturel; pour l'exprimer en peinture, il n'y a qu'à montrer des cimes escarpées, des précipices, des passerelles suspendues, des gouffres extraordinaires. Pour que l'effet en soit vraiment merveilleux, il faut faire voir toute la force du coup de pinceau.
- Se dépouiller de la vulgarité[n 33].

Pour la stupidité et la vulgarité, la connaissance se présente de même : ôtez les œillères de la stupidité, et vous aurez l'intelligence ; empêchez les éclaboussures de la vulgarité, et vous trouverez la limpidité. À l'origine de la vulgarité se trouve la stupidité ; à l'origine de la stupidité se trouve l'aveuglement des ténèbres. C'est pourquoi l'homme parfait est nécessairement capable de pénétration et de compréhension ; et de ce qu'il pénètre et comprend, vient qu'il transforme et crée. Il accueille les phénomènes sans qu'ils aient de forme ; il maîtrise les formes sans en laisser de traces. Il emploie l'encre comme si l'œuvre est déjà accomplie, et il manie le pinceau comme dans un non-agir. Sur la surface limitée d'une peinture, il ordonne le Ciel et la Terre, les monts, les fleuves et l'infinité des créatures, et tout cela d'un cœur détaché et comme dans le néant. La stupidité une fois éliminée, naît l'intelligence; la vulgarité une fois balayée, la limpidité devient parfaite.